# Мемориальное кладбище воинов дивизии СС «Галичина» в селе Червоное
Мемориальное кладбище членов дивизии СС «Галичина» создано в июле 1994 года в селе Червоное Золочевского района Львовской области.
Кладбище создано практически сразу после обретения Украиной независимости Галицким Братством бывших членов дивизии при активном содействии других националистических организаций Украины и эмигрантского движения бывших членов этой дивизии СС. В частности, при активном участии бывшего члена дивизии, деятеля эмигрантского движения бывших членов дивизии и движения «Пласт» Юрия Ференцевича (который также принимал крайне активное участие в создании мемориалов членам этой дивизии СС на горе Жбыр возле села Ясенов Бродовского района Львовской области на месте этой боёв дивизии СС в т. н. «Бродовском котле» и на Лычаковском кладбище во Львове).

Кладбище расположено на обочине трассы Львов—Тернополь между селами Червоное и Ясеновцы на Золочевщине неподалёку от места, где происходил прорыв этой дивизии СС из окружения с большими потерями. На кладбище перезахоронены более 250 останков погибших под Бродами, построена церковь-часовня, освящённая в июле 1997 года, в стены которой вмонтированы четыре мемориальные доски.
По обе стороны от часовни симметрично установлены ряды одинаковых крестов как на индивидуальных, так и на коллективных захоронениях.
Работа по обустройству кладбища, оформлению могил и перезахоронению погибших постоянно продолжается. Тем, кто погиб, родственники могут поставить памятные кресты. По состоянию на 2011 год на кладбище было установлено уже более 500 крестов.
Также на кладбище перезахоронены найденные в общих могилах останки немецких и советских солдат.